# Margaret Marsh
Margaret Marsh – wieś i civil parish w Anglii, w Dorset, w dystrykcie (unitary authority) Dorset. W 2001 civil parish liczyła 45 mieszkańców.